# 胡安·阿爾瓦雷斯
胡安·内波穆塞诺·阿爾瓦雷斯·乌尔塔多·德·卢纳（西班牙語：Juan Nepomuceno Álvarez Hurtado de Luna；1790年1月27日—1867年8月21日）是一位墨西哥將軍，自由派政治人物。在安东尼奥·洛佩斯·德·圣安纳於1855年失勢後的第三任臨時總統（10月至12月）。

## 参考文献

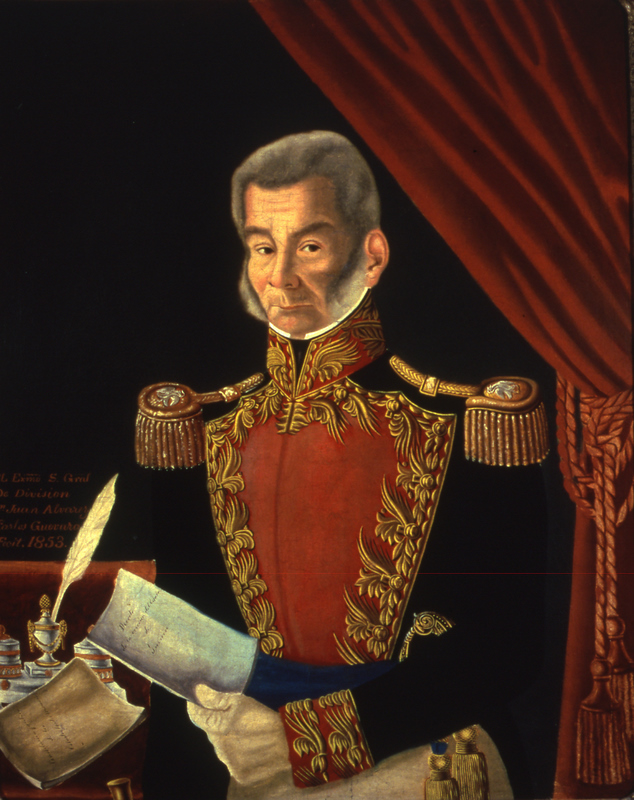
胡安·阿爾瓦雷斯